# Godfrey Ngwenya
Godfrey Nhlanhla Ngwenya, južnoafriški general, * 28. april 1950.
Ngwenya je trenutni načelnik Južnoafriške nacionalne obrambne sile (od 1. junija 2005).